# Borstschild (pectorale)

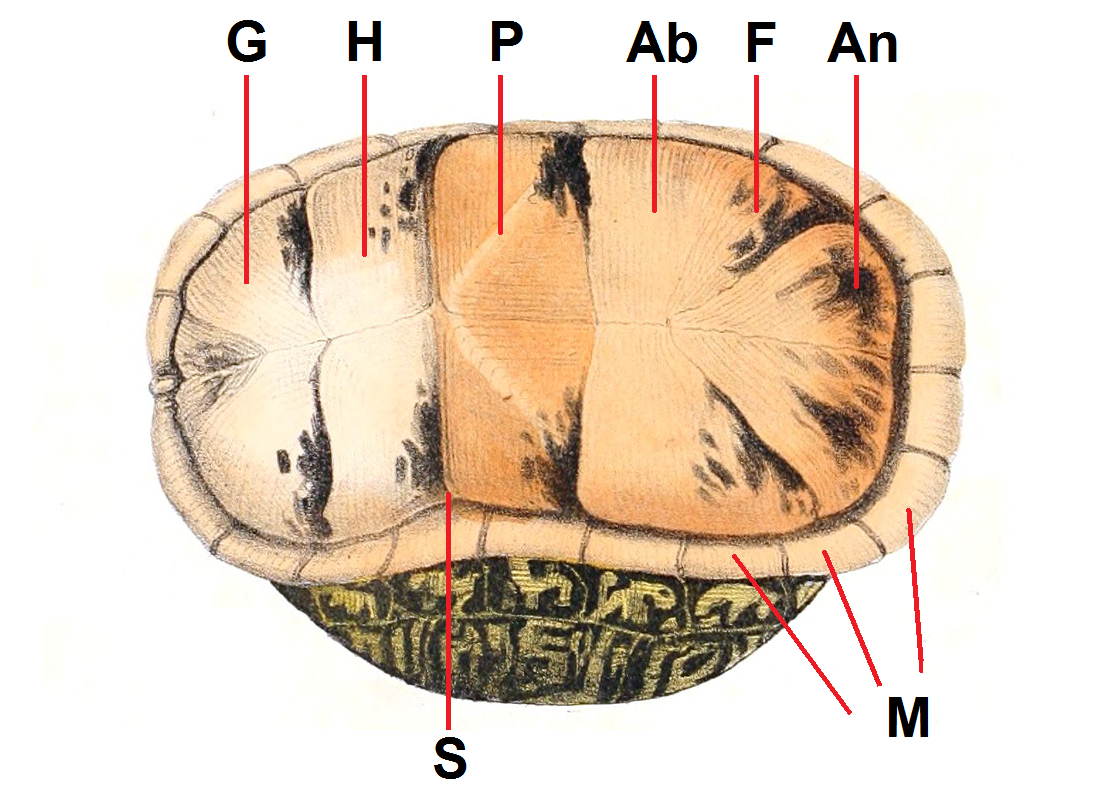
Hoornschilden van een schildpad

Het borstschild of pectorale (meervoud: pectoralia), is een van de hoornschilden aan het buikpantser van een schildpad. Pectoraal betekent vrij vertaald; gelegen aan de 'borst'. De vorm en grootte evenals de relatieve lengte van de naad op het midden van de buik tussen de borstschilden zijn een belangrijk determinatiekenmerk en verschillen vaak per soort.
Op de afbeelding rechts is het borstschild aangegeven met een P.